# Ambia anosibalis
Ambia anosibalis là một loài bướm đêm trong họ Crambidae.